# Yau Ma Tei (métro de Hong Kong)
Yau Ma Tei (chinois traditionnel : 油麻地, anciennement Waterloo, est une station des lignes Tsuen Wan Line et Kwun Tong Line du métro de Hong Kong. Elle est située au Sud de Mong Kok à Hong Kong qui est une région administrative spéciale de la Chine.
Elle fut l'ancien terminus de la Kwun Tong line jusqu'à son prolongement vers Whampoa.

## Situation sur le réseau

Plan du métro de Hong Kong.

La station Yau Ma Tei permet des correspondances entre les lignes : Tsuen Wan Line et Kwun Tong Line. Sur la Tsuen Wan Line elle est établie entre la station Jordan, en direction du terminus sud Central, et la station Mong Kok, en direction du terminus nord Tsuen Wan. Sur la Kwun Tong Line elle est établie entre la station 
Ho Man Tin, en direction du terminus ouest Whampoa, et la station Mong Kok, en direction du terminus est Tiu Keng Leng.
La station est constituée de deux stations disposant chacune d'un quai central, avec portes palières, encadré par les deux voies de la ligne.